# Yuri Kovalchuk
Yuri Valentínovich Kovalchuk (en ruso: Юрий Валентинович Ковальчук; nacido en San Petersburgo, entonces Leningrado, el 25 de julio de 1951) es un empresario y financiero multimillonario ruso que tiene «la reputación de ser el banquero personal de Vladímir Putin».
Kovalchuk es un amigo íntimo de Putin: fue el anfitrión de la boda de la hija de Putin, Katerina Tíjonova, con Kiril Shamalov en su estación de esquí, Igora, en 2013.
Según el periodista Mijaíl Zygar, Kovalchuk probablemente podría ser llamado el número dos en la Rusia actual. Mientras se encontraba en aislamiento voluntario por la pandemia del COVID-19 en 2020, Putin pasó mucho tiempo con Kovalchuk y ambos comparten la opinión de que el único factor importante es restaurar la grandeza rusa. Según algunos expertos, Kovalchuk jugó un papel en la decisión de Putin de invadir Ucrania en 2022.
Kovalchuk es dueño de un multimedios valorado en 2016 en 2200 millones de dólares. Forma parte de él el canal de televisión NTV al haberse hecho Kovalchuk con los activos mediáticos de Gazprom, la empresa estatal del gas. Este canal había sido muy crítico con Putin y con su partido Rusia Unida por lo que su propietario fue detenido y presionado para que lo vendiera a Gazprom. En cuanto cambió la propiedad NTV no sólo dejó de criticar a Putin sino que emitió documentales en los que se difamaba a los opositores del presidente ruso.